# Petare (metro de Caracas)
Petare es una estación de pasajeros de la línea 1 del Metro de Caracas. Está ubicada casi en el extremo este de la ciudad y cuenta con varios accesos desde la avenida.  Fue inaugurada en 1989 y se le realizaron obras de remodelación en el año 2014, esto aparte de mejorar instalaciones como el techo permitió su conexión con la estación Petare II  del sistema Cabletren.

## Estructura de la estación
Esta estación cuenta con una estructura moderna que facilita su integración con otros medios de transporte, especialmente con el Cabletren. Se caracteriza por tener dos accesos y un andén central. Cuenta con una "mezzanina" con boletería, acceso a andenes y escaleras mecánicas.
Componentes de la estacion:
• Dos accesos: Facilita la entrada y salida de pasajeros.
• Mezzanina
Acceso a andenes, boletería, escaleras mecánicas, conexión con el Cabletren, y  posiblemente en un futuro acceso al MetroCable Petare III - La Cruz del Morro (en planificación)
• Andenes
Andén central con doble vía y asientos de espera